# دوک‌نشین بزرگ بادن

دوک‌نشین بزرگ بادن در قالب رایش آلمان از ۱۸۷۱ تا ۱۹۱۸

دوک‌نشین بزرگ بادن (آلمانی: Großherzogtum Baden) ایالتی در جنوب غربی امپراتوری آلمان بود که بین سال‌های ۱۸۰۶ تا ۱۹۱۸ میلادی در کرانه شرقی رودخانه راین قرار داشت.
این ایالت در ابتدا به عنوان مارگراف‌نشین بادن در سده دوازدهم میلادی پدید آمد که در بخش‌های کوچک‌تری اداره می‌شد و نهایتاً در سال ۱۷۷۱ میلادی به اتحاد کامل رسید. با انحلال امپراتوری مقدس روم، به عنوان دوک‌نشین بزرگ بر مساحت این ایالت خودمختار افزوده شد. بادن در سال ۱۸۷۱ میلادی به امپراتوری آلمان پیوست و تا هنگام انحلال آن پس از جنگ جهانی اول و ایجاد جمهوری وایمار، بخشی از آن بود.
این ایالت از شمال با پادشاهی بایرن و دوک‌نشین هسن، از غرب با رودخانه راین و مناطق انتخابگرنشین پفالتس و آلزاس، از جنوب با سوئیس و از شرق با پادشاهی وورتمبرگ و شاهزاده‌نشین هوهنتسولرن-زیگمارینگن همسایه بود.
پس از پایان جنگ جهانی دوم، فرانسه در مناطق اشغالی خود در غرب آلمان و در بخش جنوبی ایالت پیشین بادن، ایالت بادن (که با عنوان بادن جنوبی شناخته می‌شود) را به مرکزیت فرایبورگ تشکیل داد. این ایالت در قانون اساسی سال ۱۹۴۷ میلادی، خود را جایگزین ایالت پیشین بادن معرفی کرد در حالی که بخش شمالی بادن به همراه شمال ایالت وورتمبرگ در حوزه اشغالی ایالات متحده قرار گرفته بود که جزوی از ایالت وورتمبرگ-بادن بودند.
در سال ۱۹۵۲ میلادی و پس از عقب‌نشینی قوای اشغالگر، تمامی اراضی سابق دو ایالت وورتمبرگ و بادن به یکدیگر ملحق شدند تا در داخل آلمان غربی ایالت بادن-وورتمبرگ را ایجاد کنند. گفته می‌شود این تنها الحاق دو ایالت به یکدیگر در تاریخ جمهوری فدرال آلمان بوده‌است.